# Han Dong-won
Pour les articles homonymes, voir Han.
Han Dong-Won est un footballeur sud-coréen né le 6 avril 1986. Il est attaquant.

## Biographie
Han Dong-Won participe à la Coupe du monde des moins de 17 ans 2003 avec la Corée du Sud.